# Torneo Apertura 2000 (Guatemala)
El Torneo Apertura 2000 fue el tercer torneo corto el fútbol guatemalteco de la Liga Nacional de Fútbol de Guatemala.

## Equipos

### Equipos participantes
| Club                                   | Ciudad                    | Departamento   | Estadio                         | Capacidad |
| -------------------------------------- | ------------------------- | -------------- | ------------------------------- | --------- |
| Antigua GFC                            | Antigua Guatemala         | Sacatepéquez   | Estadio Pensativo               | 9.000     |
| Aurora Fútbol Club                     | Ciudad de Guatemala       | Guatemala      | Estadio del Ejército            | 13.300    |
| Azucareros Cotzumalguapa               | Santa Lucía Cotzumalguapa | Escuintla      | Estadio Ricardo Muñoz Gálvez    | 10.000    |
| Club Social y Deportivo Carchá         | San Pedro Carchá          | Alta Verapaz   | Estadio Juan Ramón Ponce        | 3.000     |
| Club Social y Deportivo Comunicaciones | Ciudad de Guatemala       | Guatemala      | Estadio Cementos Progreso       | 17.000    |
| Club Social y Deportivo Municipal      | Ciudad de Guatemala       | Guatemala      | Estadio Manuel Felipe Carrera   | 25.000    |
| Cobán Imperial                         | Cobán                     | Alta Verapaz   | Estadio José Ángel Rossi        | 15.000    |
| Deportivo Achuapa                      | El Progreso               | Jutiapa        | Estadio Winston Pineda          | 10.000    |
| Deportivo Marquense                    | San Marcos                | San Marcos     | Estadio Marquesa de la Ensenada | 10.000    |
| Deportivo Zacapa                       | Zacapa                    | Zacapa         | Estadio David Ordóñez Bardales  | 10.000    |
| Universidad de San Carlos              | Ciudad de Guatemala       | Guatemala      | Estadio Revolución              | 10.000    |
| Xelajú Mario Camposeco                 | Quetzaltenango            | Quetzaltenango | Estadio Mario Camposeco         | 10.000    |

### Equipos por Departamento
| Departamento   | N.º | Equipos                                 |
| -------------- | --- | --------------------------------------- |
| Guatemala      | 4   | Aurora, Comunicaciones, Municipal, USAC |
| Alta Verapaz   | 2   | Carchá, Cobán                           |
| Escuintla      | 1   | Azucareros                              |
| Jutiapa        | 1   | Achuapa                                 |
| Quetzaltenango | 1   | Xelajú                                  |
| Sacatepéquez   | 1   | Antigua GFC                             |
| San Marcos     | 1   | Marquense                               |
| Zacapa         | 1   | Zacapa                                  |

## Fase de clasificación
|  | Pos. | Equipos        | PJ | PG | PE | PP | GF | GC | Dif. | PTS | Clasificación    |
|  | ---- | -------------- | -- | -- | -- | -- | -- | -- | ---- | --- | ---------------- |
|  | 1º   | Comunicaciones | 22 | 15 | 6  | 1  | 52 | 15 | +37  | 51  | Cuartos de final |
|  | 2º   | Municipal      | 22 | 12 | 3  | 7  | 45 | 23 | +24  | 39  | Cuartos de final |
|  | 3º   | Marquense      | 22 | 12 | 3  | 7  | 35 | 38 | -3   | 39  | Cuartos de final |
|  | 4º   | Xelajú MC      | 22 | 9  | 9  | 4  | 26 | 20 | +6   | 36  | Cuartos de final |
|  | 5º   | Antigua GFC    | 22 | 11 | 3  | 8  | 32 | 27 | +5   | 36  | Cuartos de final |
|  | 6º   | Zacapa         | 22 | 8  | 8  | 6  | 36 | 30 | +6   | 32  | Cuartos de final |
|  | 7º   | Cobán Imperial | 22 | 6  | 9  | 7  | 28 | 25 | +3   | 27  | Cuartos de final |
|  | 8º   | Universidad SC | 22 | 7  | 5  | 10 | 32 | 33 | -1   | 26  | Cuartos de final |
|  | 9°   | Carchá         | 22 | 6  | 4  | 12 | 14 | 28 | -14  | 22  |                  |
|  | 10º  | Achuapa        | 22 | 5  | 7  | 10 | 29 | 45 | -16  | 22  |                  |
|  | 11°  | Aurora         | 22 | 4  | 8  | 10 | 24 | 31 | -7   | 20  |                  |
|  | 12°  | Azucareros     | 22 | 2  | 5  | 15 | 28 | 66 | -38  | 11  |                  |
|  |      |                |    |    |    |    |    |    |      |     |                  |

## Fase Final
|  | Cuartos de final | Cuartos de final | Cuartos de final | Cuartos de final | Cuartos de final |   |   | Semifinal      | Semifinal | Semifinal | Semifinal | Semifinal |  |   | Final          | Final | Final | Final | Final |  |
|  |                  |                  |                  |                  |                  |   |   |                |           |           |           |           |  |   |                |       |       |       |       |  |
|  |                  |                  |                  |                  |                  |   |   |                |           |           |           |           |  |   |                |       |       |       |       |  |
|  | 1                | Comunicaciones   | 4                | 3                | 7                |   |   |                |           |           |           |           |  |   |                |       |       |       |       |  |
|  | 1                | Comunicaciones   | 4                | 3                | 7                |   |   |                |           |           |           |           |  |   |                |       |       |       |       |  |
|  | 8                | Universidad SC   | 1                | 1                | 2                |   |   |                |           |           |           |           |  |   |                |       |       |       |       |  |
|  | 8                | Universidad SC   | 1                | 1                | 2                |   | 1 | Comunicaciones | 1         | 4         | 5         |           |  |   |                |       |       |       |       |  |
|  |                  |                  |                  |                  |                  |   | 1 | Comunicaciones | 1         | 4         | 5         |           |  |   |                |       |       |       |       |  |
|  |                  |                  | 6                | Zacapa           | 1                | 1 | 2 |                |           |           |           |           |  |   |                |       |       |       |       |  |
|  | 3                | Marquense        | 6                | Zacapa           | 1                | 1 | 2 | 1              | 1         | 2         |           |           |  |   |                |       |       |       |       |  |
|  | 3                | Marquense        |                  |                  |                  |   |   |                |           | 2         |           |           |  |   |                |       |       |       |       |  |
|  | 6                | Zacapa           | 2                | 1                | 3                |   |   |                |           |           |           |           |  |   |                |       |       |       |       |  |
|  | 6                | Zacapa           | 2                | 1                | 3                |   |   |                |           |           |           |           |  | 1 | Comunicaciones | 0     | 1     | 1     |       |  |
|  |                  |                  |                  |                  |                  |   |   |                |           |           |           |           |  | 1 | Comunicaciones | 0     | 1     | 1     |       |  |
|  |                  |                  | 2                | Municipal (v)    | 0                | 1 | 1 |                |           |           |           |           |  |   |                |       |       |       |       |  |
|  | 2                | Municipal        | 2                | Municipal (v)    | 0                | 1 | 1 | 2              | 3         | 5         |           |           |  |   |                |       |       |       |       |  |
|  | 2                | Municipal        |                  |                  |                  |   |   |                |           | 5         |           |           |  |   |                |       |       |       |       |  |
|  | 7                | Cobán Imperial   | 0                | 0                | 0                |   |   |                |           |           |           |           |  |   |                |       |       |       |       |  |
|  | 7                | Cobán Imperial   | 0                | 0                | 0                |   | 2 | Municipal      | 0         | 1         | 1         |           |  |   |                |       |       |       |       |  |
|  |                  |                  |                  |                  |                  |   | 2 | Municipal      | 0         | 1         | 1         |           |  |   |                |       |       |       |       |  |
|  |                  |                  | 4                | Xelajú           | 0                | 0 | 0 |                |           |           |           |           |  |   |                |       |       |       |       |  |
|  | 4                | Xelajú           | 4                | Xelajú           | 0                | 0 | 0 | 1              | 3         | 4         |           |           |  |   |                |       |       |       |       |  |
|  | 4                | Xelajú           |                  |                  |                  |   |   |                |           | 4         |           |           |  |   |                |       |       |       |       |  |
|  | 5                | Antigua GFC      | 1                | 0                | 1                |   |   |                |           |           |           |           |  |   |                |       |       |       |       |  |
|  | 5                | Antigua GFC      | 1                | 0                | 1                |   |   |                |           |           |           |           |  |   |                |       |       |       |       |  |
|  |                  |                  |                  |                  |                  |   |   |                |           |           |           |           |  |   |                |       |       |       |       |  |

| Campeón Apertura 2000 |
| Municipal 17º Título  |
| --------------------- |